# Ґергільда Вебер
Ґергі́льда Ве́бер (нім. Gerhild Weber; нар. 3 травня 1918 — пом. 7 листопада 1996) — німецька акторка.

## Біографія
У віці 19 років Ґергільда Вебер почала акторську кар'єру в театрі. З другої половини 1938 року вона на постійній основі працювала в трупі міського театру в Грайфсвальді. У 1940 році Ганс Гільперт взяв її до трупи Німецького театру в Берліні. У тому ж році Вебер дебютувала в кіно, знявшись у пропагандистському нацистському фільмі «...їзда по Німеччині». Наступного року вона зіграла одну з ролей другого плану в антипольському фільмі режисера Густава Учицкі «Повернення додому». Після цього Вебер до кінця війни зналася ще у двох стрічках.
Після закінчення Другої світової війни через лояльність до Третього Рейху та участь у пропагандистських фільмах Ґергільда Вебер не змогла продовжувати повноцінну акторську кар'єру як у кіно, так і в театрі. З 1960-х років і до кінця свого життя вона мешкала в Куксгафені.

## Фільмографія
| Рік  |     | Назва українською    | Оригінальна назва         | Роль             |
| ---- | --- | -------------------- | ------------------------- | ---------------- |
| 1941 |     | ...їзда по Німеччині | ...reitet für Deutschland | Томасія Кольреп  |
| 1941 |     | Повернення додому    | Heimkehr                  | Йозефа Манц      |
| 1944 |     | Життя кричить        | Das Leben ruft            | Барбара Тідеманн |
| 1945 |     | Чоловік у сідлі      | Der Mann im Sattel        | Ліза Фрейберг    |
| 1968 | т/с | Невиправний          | «Die Unverbesserlichen»   | матрона          |
| 1971 | т/ф | Віннету              | Winnetou                  | Розалі Еберсбах  |